# Ärttörnepraktmal
Ärttörnepraktmal Batia lambdella är en fjärilsart som först beskrevs av Donovan 1793. Ärttörnepraktmal ingår i släktet Batia, och familjen praktmalar, (Oecophoridae). Arten är ej påträffad i Sverige.